# شهرستانك (دشتابي الشرقي)
شهرستانك (بالفارسية: شهرستانک) هي قرية تقع في إيران في قسم دشتابي الشرقي الريفي. يقدر عدد سكانها بـ 1,564 نسمة .